# Ole Nydahl
Lama Ole Nydahl (Copenaghen, 19 marzo 1941) è uno scrittore e insegnante buddista danese, appartenente alla scuola Karma Kagyu del Buddismo tibetano Vajrayana. Dal 1970 viaggia per il mondo diffondendo il buddismo e fondando centri di meditazione. Ha dato vita, insieme alla moglie Hannah (1946-2007), all'associazione internazionale "Buddismo della Via di Diamante".

## Biografia

### Formazione
Nel 1969, dopo aver frequentato corsi di lingue e filosofia occidentale all'Università di Copenaghen, Ole Nydahl e sua moglie Hannah, ispirati anche dalla esuberante cultura Hippie di quegli anni, si recarono in luna di miele in Nepal alla ricerca entusiastica di valori autentici e duraturi. Qui conobbero il loro primo insegnante buddista, Lopon Tsechu Rinpoche, un maestro della scuola Drukpa-Kagyu, che poi li introdusse al XVI Karmapa Rangjung Rigpe Dorje, uno yogi con sorprendenti abilità e profonda saggezza, detentore del lignaggio Karma Kagyu. Essi furono tra i primi studenti occidentali del XVI Karmapa.
Il Karmapa indicò più volte Ole Nydahl come emanazione di Mahakala, un protettore nel buddismo tantrico e del lignaggio Karma Kagyu. Hannah e Ole Nydahl trascorsero circa tre anni di studio e intensa pratica di meditazione in Nepal e India, guidati personalmente dal Karmapa, che li indirizzò anche ad altri grandi insegnanti come Kalu Rinpoche e Shamar Rinpoche. Nel 1972, su richiesta del Karmapa, Hannah e Ole Nydahl ritornarono in Europa con il compito di propagare in Occidente gli insegnamenti ricevuti. Numerosi documentti attestano sia la formazione ed attività come insegnante buddista di Ole Nydahl sia la sua idoneità ad utilizzare il titolo di Lama.

### Attività
Il XVI Karmapa ebbe una profonda e duratura influenza sulla vita di Hannah e Ole Nydahl. In seguito alla sua richiesta di aprire all'Occidente gli insegnamenti di buddismo tantrico (Vajrayana), custoditi per secoli in Tibet ma ora severamente limitati dalle difficili condizioni politiche in quel paese, Ole Nydahl iniziò ad insegnare il buddismo e a istituire numerosi centri di meditazione, dapprima nella nativa Danimarca, poi in Germania ed in altri paesi. Questi centri laici di meditazione sono raggruppati nell'associazione "Buddismo della Via di Diamante", sono parte integrante del lignaggio Karma Kagyu ed operano sotto la guida diretta di Ole Nydahl.
Ad oggi si contano più di 650 centri della Via di Diamante in tutto il mondo, principalmente diffusi in Europa, Russia e Stati Uniti, tutti gestiti da volontari laici e basati sull'idealismo e l'amicizia di migliaia di praticanti. Ole Nydahl li visita periodicamente, offrendo conferenze e corsi di meditazione. I suoi corsi coprono argomenti quali la Mahāmudrā (Il Grande Sigillo) e il Phowa (Pratica del morire consapevolmente o Trasferimento della coscienza al momento della morte).
Autore prolifico di numerosi libri, tradotti anche in italiano (vedi la bibliografia), Lama Ole Nydahl riconosce Trinley Thaye Dorje come XVII Karmapa, l'attuale detentore del lignaggio Karma Kagyu, il quale supporta appieno la sua attività.

### Consapevolezza sociopolitica
Durante le sue conferenze, Lama Ole Nydahl cita spesso questioni riguardanti temi di attualità, ai quali a suo vedere non viene data abbastanza importanza nei media. Egli giustifica questi riferimenti con il proposito di spronare i suoi studenti a riflettere e ad assumere un atteggiamento socialmente responsabile, in conformità con i valori di consapevolezza, onestà (anche intellettuale) e libertà di pensiero praticati nel Buddismo. In particolare sono soventi le sue critiche all'Islam politico in merito al rispetto della democrazia e dei diritti umani, come pure alle politiche di controllo delle nascite nei paesi sottosviluppati. Alcune di queste sue posizioni hanno provocato negli anni reazioni negative nei media ed in settori della politica e della società (ad esempio).

## Riconoscimenti
Nel 2015 l'UNESCO ha premiato Lama Ole Nydahl e sua moglie Hannah per i loro contributi alla “libertà di parola, pensiero, fede e persone, e per la compassione interiore nella ricerca della pace e del benessere”.

## Curiosità
Ole Nydahl è appassionato di motociclismo e paracadutismo a cui si dedica, nel raro tempo libero, assieme a molti suoi studenti.